# I Just Don't Know What to Do with Myself
"I Just Don't Know What to Do with Myself" is een nummer van de Britse zangeres Dusty Springfield. Het nummer verscheen op haar album Dusty uit 1964. In juni van dat jaar werd het nummer uitgebracht als de derde single van het album.

## Achtergrond
"I Just Don't Know What to Do with Myself" is geschreven door Burt Bacharach en Hal David en geproduceerd door Johnny Franz. Het nummer werd in 1962 al geschreven. Dat jaar werd het voor het eerst opgenomen door Chuck Jackson. Zijn versie werd destijds niet uitgebracht, en het verscheen pas voor het eerst in 1984 op het compilatiealbum Mr. Emotion. Later dat jaar werd het opgenomen door Tommy Hunt in een sessie die werd geproduceerd door Jerry Leiber en Mike Stoller, terwijl Bacharach de dirigent was. In mei 1962 werd deze versie als single uitgebracht, maar het kwam niet in de hitlijsten terecht. Het nummer diende als de titeltrack van Hunts album uit april 1963. In 1964 werd het opnieuw uitgebracht als single en behaalde het de negentiende plaats in de "bubbling under"-lijst van de Amerikaanse Billboard Hot 100.
"I Just Don't Know What to Do with Myself" werd opgenomen door Dusty Springfield in een sessie geproduceerd door Philips-eigenaar Johnny Franz, alhoewel Springfield later zei dat zij haar solo-opnames voor Philips altijd zelf produceerde. Ivor Raymonde dirigeert het orkest, terwijl Big Jim Sullivan als gitarist en Bobby Graham als drummer te horen zijn. Springfield had eerder in haar carrière al een aantal composities van Bacharach en David opgenomen, waaronder "Anyone Who Had a Heart" en "Wishin' and Hopin'", en bracht dit nummer mee na een ontmoeting met Bacharach in New York in februari 1964.
"I Just Don't Know What to Do with Myself" werd in de versie van Springfield een grote hit. Het behaalde de derde plaats in de UK Singles Chart, waarmee het tot dan toe haar hoogste notering in deze lijst was. De single werd niet uitgebracht in de Verenigde Staten, aangezien Springfields single "Wishin' and Hopin'" daar op dat moment al in de top 10 van de Billboard Hot 100 stond. In oktober 1965 werd de single hier alsnog uitgebracht, maar kwam het niet in de hitlijsten terecht. Het werd wel een hit in Australië, Nieuw-Zeeland en Ierland, waar de single respectievelijk tot de plaatsen zestien, drie en vijf in de hitlijsten kwam.
"I Just Don't Know What to Do with Myself" werd een aantal malen gecoverd. Hitgenoteerde versies zijn afkomstig van Dionne Warwick, die in 1966 tot plaats 26 in de Billboard Hot 100 kwam, Marcia Hines, die in 1976 tot de tiende plaats in Australië kwam, en The White Stripes, die in 2003 plaats 13 in de UK Singles Chart en plaats 92 in de Nederlandse Single Top 100 behaalden. Andere covers zijn afkomstig van Tina Arena, Brook Benton, Melanie C, Elvis Costello & The Attractions, The Dells, Isaac Hayes, Cissy Houston, Ronan Keating, Trijntje Oosterhuis, Patty Pravo, Gary Puckett, Smokey Robinson & The Miracles, Linda Ronstadt, Demis Roussos, Sheila, Jimmy Somerville, The Stylistics, Steve Tyrell en Mari Wilson.

## NPO Radio 2 Top 2000
| Nummer met noteringen in de NPO Radio 2 Top 2000             | '99  | '00  | '01  | '02  | '03  | '04  | '05  | '06  | '07  | '08  | '09  | '10  | '11  |
| ------------------------------------------------------------ | ---- | ---- | ---- | ---- | ---- | ---- | ---- | ---- | ---- | ---- | ---- | ---- | ---- |
| I Just Don't Know What to Do with Myself (Dusty Springfield) | 1213 | 1137 | 1384 | 1781 | 1806 | 1863 | 1599 | 1492 | 1040 | 1414 | 1371 | 1289 | 1734 |

1. ↑  Een vetgedrukt getal geeft de hoogste notering aan.
2. ↑  Deze tabel is bijgewerkt tot en met de laatste editie (2024).